# Alexander Peer

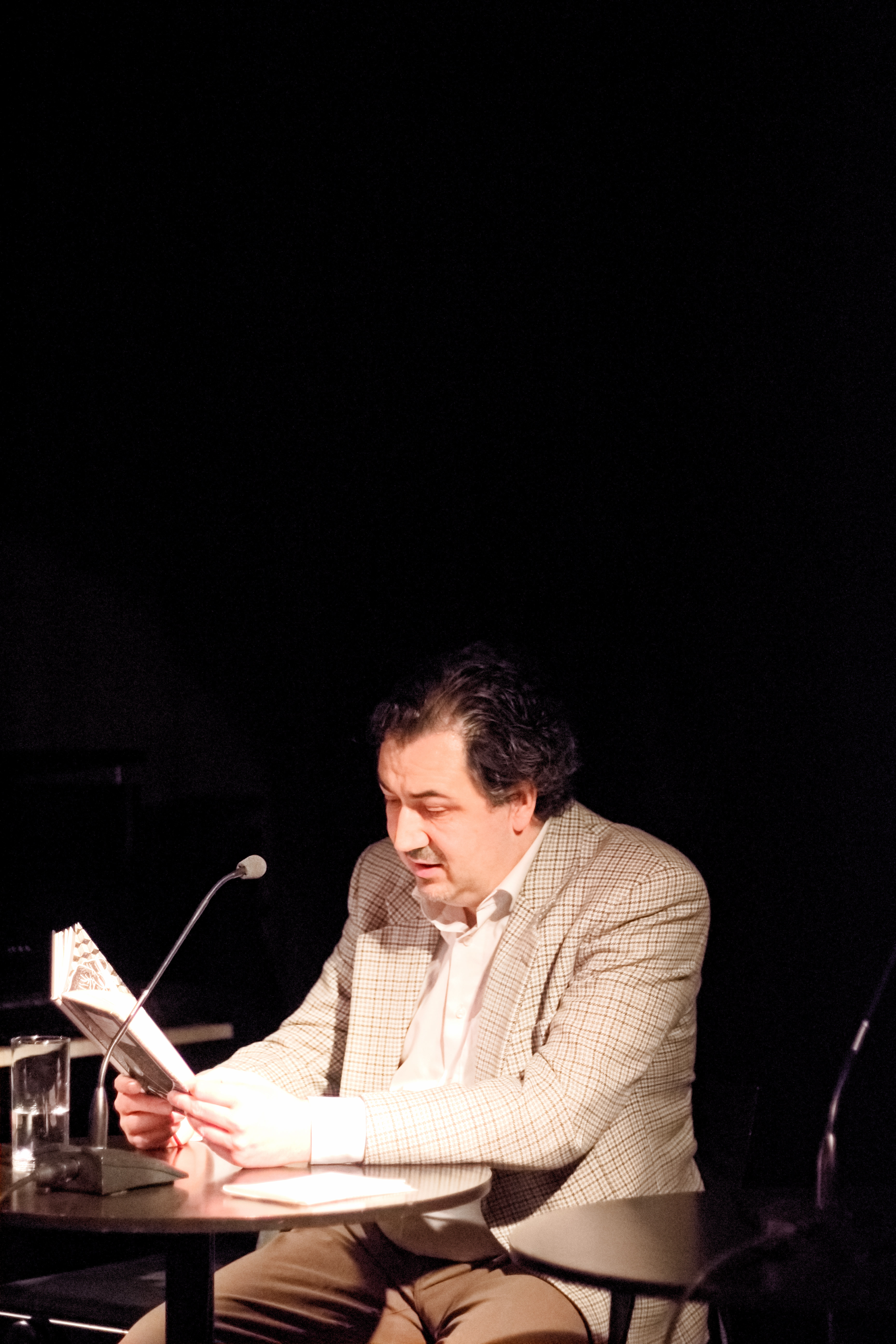
Alexander Peer im Literaturhaus Salzburg (2018)

Alexander Peer (* 2. August 1971 in Salzburg) ist ein österreichischer Schriftsteller und Journalist.

## Leben
Alexander Peer schreibt seit seinem 17. Lebensjahr. Er studierte von 1991 bis 1995 Germanistik, Philosophie und Publizistik in Wien und lebt seitdem auch in dieser Stadt. Nach dem Studium absolvierte er von 1995 bis 1997 einen Kurs zur Medienpädagogik am Medienzentrum der Stadt Wien.
Peer ist Mitglied im österreichischen P.E.N.-Club, im Literaturkreis Podium sowie in der Salzburger Autorengruppe. Neben seiner Arbeit an Veröffentlichungen leitet er auch Workshops im Bereich kreatives Schreiben an verschiedenen Bildungseinrichtungen.

## Werk
Bücher
- Land unter ihnen. Novelle, Kyrene Verlag, 2005, ISBN 3-900009-11-2 erweiterte und überarbeitete Neuauflage, Limbus Verlag, 2011 ISBN 978-3-902534-45-3.
- Herr, erbarme dich meiner. Einführung in das Leben & Werk von Leo Perutz. Literarisches Sachbuch, Edition ArtScience, 2007, ISBN 978-3-902157-24-9.
- Ostseeatem. Prosaband, Edition Innsalz 2004, Neuauflage im Wieser Verlag, 2008, ISBN 978-3-85129-787-4.
- Bis dass der Tod uns meidet. Roman, Limbus Verlag, 2013, ISBN 978-3-902534-75-0.
- Der Klang der stummen Verhältnisse. Lyrik, Limbus Verlag, 2017, ISBN 978-3-99039-114-3.
- Gin zu Ende, achtzehn Uhr. Lyrik[2], Limbus Verlag, 6. Dezember 2021, ISBN 978-3-99039-213-3.
- 111 Orte im Pinzgau, die man gesehen haben muss. Kulturgeschichtlicher Reiseführer, Emons Verlag, 2022, ISBN 978-3-7408-1199-0.
- Die Kunst des Überzeugens. 7 Geschichten aus Wirtschaft und Historie - zeitlose Rhetorik für persönlichen Gewinn, gemeinsam mit Viktor Baumgartner, Goldegg Verlag, 2025, ISBN 978-3-99060-456-4.

Weitere Veröffentlichungen
- in Literaturzeitschriften (unter anderem in entwürfe, Ostragehege, SALZ)
- in Anthologien, unter anderem in
  - Austern im Schnee und andere Sommergeschichten, Bucher Verlag, 2008, ISBN 978-3-902612-60-1
  - Schönheit und Vergänglichkeit, Edition Essl Museum, 2011, ISBN 978-3-902001-63-4[3][4][5]
  - Reise nach Ljubljana, Limbus Verlag, 2011, ISBN 978-3-902534-44-6
  - points of passage, Kunst, Literatur, Tanz und Film im Stift Melk, 2014, ISBN 978-3-9502328-9-9[6][7][8]
  - 25 Jahre Schwazer Stadtschreiber, Erzählung, Literaturforum Schwaz, 2018, ISBN 978-3-200-05945-0
  - Neue Wege – Poetikvorträge österreichischer Autorinnen, Essay, Edition Art Science, 2019, ISBN 978-3-902864-93-2
  - NOTFALL: COVID-19. Texte zu und in der Pandemie., Essay, edition pen LÖCKER, 2020, ISBN 978-3-99098-048-4
  - Das Fest, Erzählung, Literaturinitiativen Bregenz, 2021, ISBN 978-3-85298-241-0
  - Neustart – Podium Doppelheft 203/204, Essay, Podium, April 2022 ISBN 978-3-902886-74-3

- Beiträge für den Rundfunksender Österreich 1
- Reportagen, Rezensionen und Essays in Tageszeitungen und Zeitschriften (Wiener Zeitung, Der Standard, Die Presse, a3 Verlag, Gewinn, Extradienst, profil u. a.)

## Auszeichnungen
- Seit 1996 mehrere Arbeits- und Aufenthaltsstipendien in Deutschland, Italien, Österreich, Schweiz[9], Spanien und Lettland

Preise: unter anderem
- 2011 Stadtschreiber in Schwaz[10]
- 2016 ÖZV-Journalistenpreis in der Kategorie Wissenschaft, Technik und Forschung[11]
- 2022 nominiert für den Michael-Althen-Preis für Kritik der F.A.Z. mit dem Essay "Ein literarischer Spiegel Wiens"[12], erschienen am 6. August 2022 in der Wiener Zeitung[13]